# 达布尔
达布尔（法語：Darbres，法語發音：[daʁbʁ]）是法国阿尔代什省的一个市镇，属于拉让蒂耶尔区。

## 地理
达布尔（44°38'52"N, 4°30'18"E）面积16.52 平方千米，位于法国奥弗涅-罗讷-阿尔卑斯大区阿尔代什省，该省份为法国东南部内陆省份，北起顺时针与卢瓦尔省、伊泽尔省、德龙省、沃克吕兹省、加尔省、洛泽尔省和上盧瓦爾省接壤。
与达布尔接壤的市镇（或旧市镇、城区）包括：贝尔泽姆、弗雷瑟内、吕萨斯、米拉贝勒、夸龙地区圣吉内、圣洛朗苏夸龙。

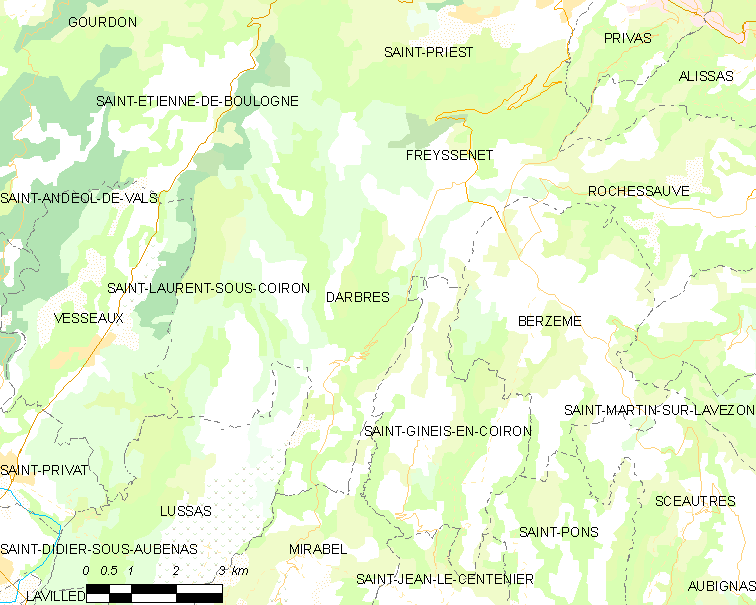
达布尔的OSM定位图

达布尔的时区为UTC+01:00、UTC+02:00（夏令时）。

## 行政
达布尔的邮政编码为07170，INSEE市镇编码为07077。

## 政治
达布尔所属的省级选区为贝尔-埃尔维县。

## 人口

1962-2008年间达布尔人口变化图示

达布尔于2022年1月1日时的人口数量为269人。